# Cetomimidae

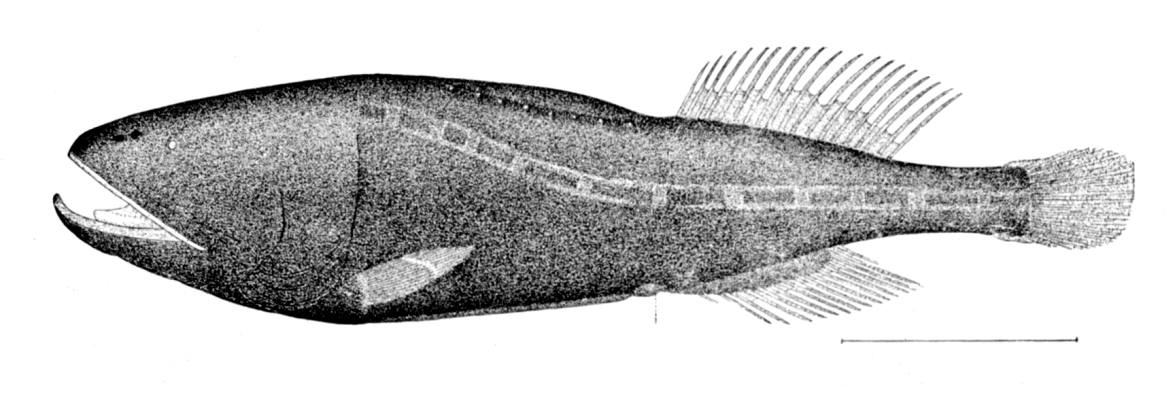
Ditropichthys storeri.

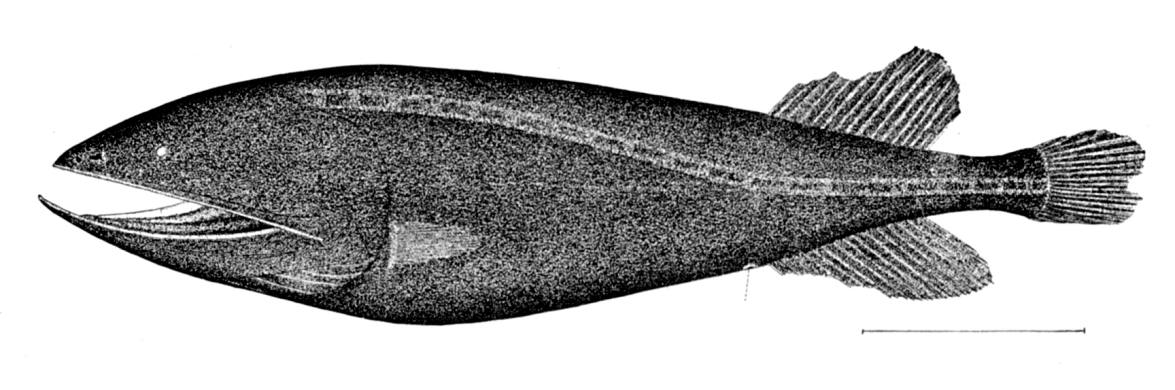
Cetomimus gillii.

Los peces-ballena flácidos son los cetomímidos (cetomimidae), una familia de peces marinos incluida en el orden cetomimiformes, distribuidos por los océanos en aguas profundas.
No tienen aletas pélvicas, la piel la tienen desnuda sin escamas, ojos muy pequeños o vestigiales, boca enorme, fotóforos ausentes, a menudo con tejido cavernoso alrededor del ano y en la base de las aletas dorsales y anal.
El color del cuerpo es marrón vivo o naranja, con tonos brillantes de naranja o rojo en mandíbula y aletas.

## Descripción
Viviendo en los fondos extremos y sin luz, las hembras adultas han evolucionado un sistema de línea lateral excepcionalmente desarrollado. Sus ojos son pequeños o vestigiales y en su lugar poseen un sistema de poros sensoriales a lo largo de su cuerpo que ayuda al pez a percibir sus alrededores detectando las vibraciones. Los cetomímidos poseen bocas grandes, y sus aletas dorsales y anales se encuentran lejos de la cabeza. Todas las aletas carecen de espinas y las aletas pélvicas están absentes. También carecen de una vejiga natatoria.
Sus estómagos son extremadamente elásticos, permitiendo a las hembras adultas consumir presas que normalmente serían muy grandes para engullir. Los machos adultos no comen, sus mandíbulas se han fusionado en su transformación de la etapa juvenil. Los machos mantienen los restos de sus presas consumidas mientras estaban en la forma juvenil y continúan metabolizando esa comida durante el resto de sus vidas.

## Géneros y especies
Existen unas 30 especies agrupadas en los 16 géneros siguientes, la mayoría monoespecíficos:
- Ataxolepis (Myers y Freihofer, 1966)
- Cetichthys (Paxton, 1989)
- Cetomimoides (Koefoed, 1955), con la única especie Cetomimoides parri (Koefoed, 1955)
- Cetomimus (Goode y Bean, 1895)
- Cetostoma (Zugmayer, 1914), con la única especie Cetostoma regani (Zugmayer, 1914)
- Danacetichthys (Paxton, 1989), con la única especie Danacetichthys galathenus (Paxton, 1989)
- Ditropichthys (Parr, 1934), con la única especie Ditropichthys storeri (Goode y Bean, 1895)
- Eutaeniophorus (Bertelsen y Marshall, 1956), con la única especie Eutaeniophorus festivus (Bertelsen y Marshall, 1956)
- Gyrinomimus (Parr, 1934)
- Megalomycter (Myers y Freihofer, 1966), con la única especie Megalomycter teevani (Myers y Freihofer, 1966)
- Mirapinna (Bertelsen y Marshall, 1956), con la única especie Mirapinna esau (Bertelsen y Marshall, 1956)
- Notocetichthys (Balushkin, Fedorov y Paxton, 1989), con la única especie Notocetichthys trunovi (Balushkin, Fedorov y Paxton, 1989)
- Parataeniophorus (Bertelsen y Marshall, 1956)
- Procetichthys (Paxton, 1989), con la única especie Procetichthys kreffti (Paxton, 1989)
- Rhamphocetichthys (Paxton, 1989), con la única especie Rhamphocetichthys savagei (Paxton, 1989)
- Vitiaziella (Rass, 1955), con la única especie Vitiaziella cubiceps (Rass, 1955)